# المحطة الحرارية (الناصرية)
المحطة الحرارية أو محطة توليد الطاقة الكهربائية في الناصرية هي محطة توليد طاقة كهربائية تقع الشركة على بعد 55 كم شمال مدينة دمشق بالقرب من جيرود، وهي إحدى المحطات المسؤولة عن تزويد البلاد بالطاقة الكهربائية.

## مكونات المحطة ومواصفاتها
تتألف الشركة من ثلاث عنفات غازية تعمل على كافة أنواع الوقود (غاز - مازوت - فيول) باستطاعة 3 ×112 ميغا وات، وتوجد في الشركة محطة تحويل 230 ك.ف ونظام معالجة الفيول ونظام معالجة المياه ونظام مكافحة الحريق والورشة والمستودعات، تغذي الشركة المنطقة الجنوبية بشكل أساسي بشبكة 230 ك .ف وتغذي جميع المناطق والمنشآت المحيطة بها بتوتر 20 ك.ف.
بلغ عدد العاملين في الشركة 200عاملاً خلال العام 2001.
ويستفيد العمال من كثير من المزايا مثل: العلاج المجاني - النقل المجاني - الحضانة - الغذاء - اللباس.
وتوجد في الشركة 114 شقة سكنية.